# Sovreménnye zapiski

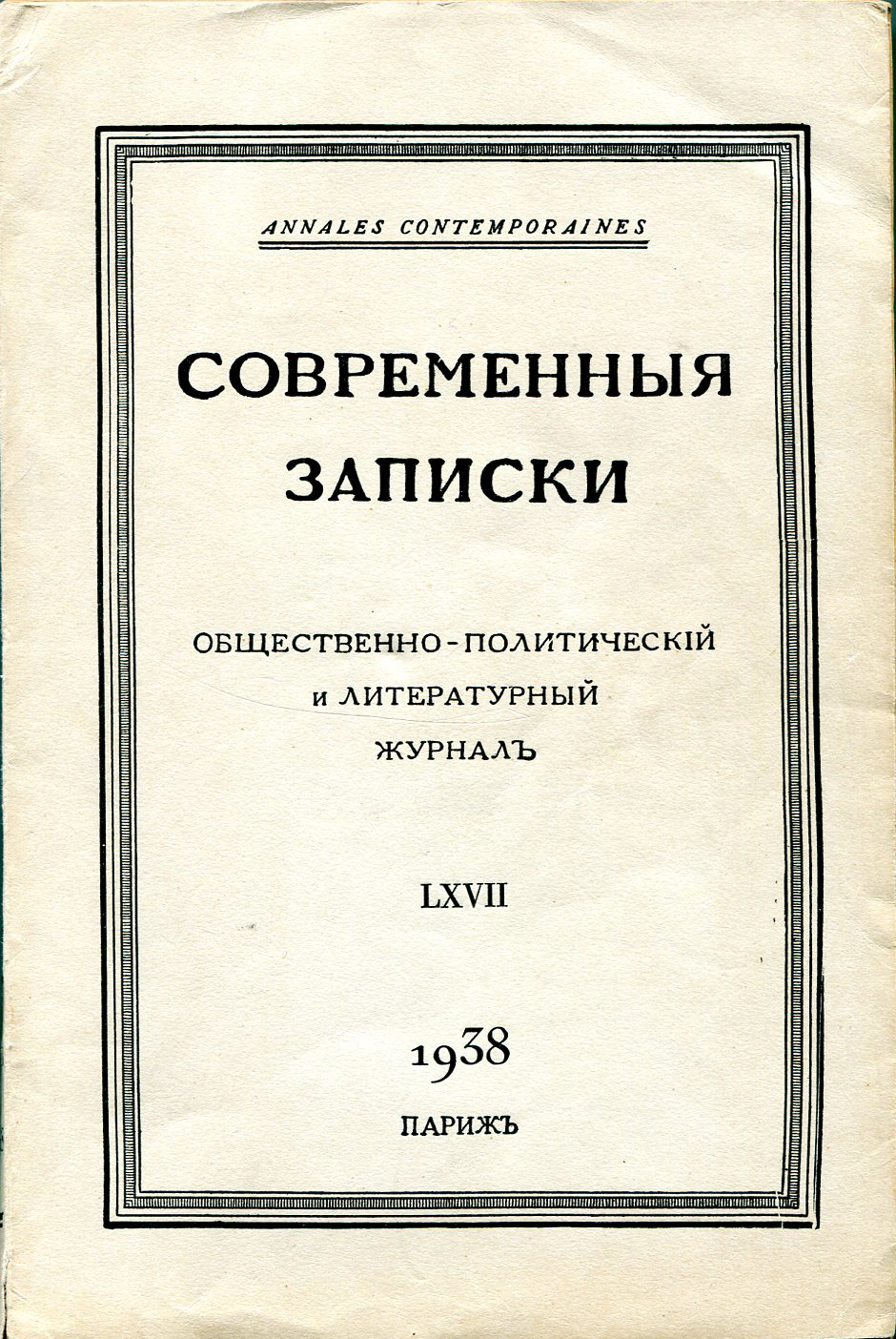
Couverture de la revue en 1938

Sovreménnye zapiski (en russe : Современные записки) est un journal d'émigrés russes publié à Paris dans les années 1920. Le nom signifie « Notes contemporaines », traduit aussi en Les Annales contemporaines.

## Historique
La revue Sovreménnye zapiski a notamment publié, sous forme de feuilletons, des livres de l'écrivain Vladimir Nabokov, comme La Défense Loujine (1930), Le Guetteur (1930) ou L'Exploit (1931). L'écrivain russe Boris Zaïtsev participa à sa rédaction dans les années 1920 après son départ de la Russie et son installation en Europe. En 1930 également le journal publie La Vie d'Arséniev, d'Ivan Bounine. 
Selon le spécialiste de Nabokov, Brian Boyd, Les Annales contemporaines étaient à l'époque de la publication de La Défense Loujine, la meilleure revue de l'émigration russe.